# David Mitchell (aktor)
David James Stuart Mitchell (ur. 14 lipca 1974 w Salisbury) – brytyjski komik, aktor, scenarzysta i prezenter telewizyjny. 
Absolwent wydziału historii na Oxford Brookes University. Wspólnie z Robertem Webbem tworzył komediowy duet Mitchell and Webb. W sitcomie Channel 4 Peep Show (2003–2015) grał postać Marka Corrigana. W 2009 Mitchell zdobył Nagrodę Brytyjskiej Akademii Telewizyjnej za najlepszy występ komediowy za rolę w serialu.
Ponadto wystąpił w komediach Magicians (2007) jako Harry Kane, Nigdy nie będę twoja (I Could Never Be Your Woman, 2007) jako David, Up All Night (2015) jako policjant, Strzelaj i wiej (Gun Shy, 2017) w roli Johna Hardiggera z udziałem Antonio Banderasa i Greed (2019) jako Nick. Użyczył głosu Mitchowi w dwóch odcinkach serialu animowanego Fineasz i Ferb (Phineas and Ferb, 2009–2012), Robotowi w serialu Doktor Who (Doctor Who, 2012) i policjantowi Pandzie w serialu animowanym Świnka Peppa (Peppa Pig, 2016-).

## Nagrody
- Nagroda BAFTA 2008: Najlepszy występ komediowy (Peep Show)